# Lista siturilor arheologice din județul Cluj
Lista siturilor arheologice din județul Cluj conține toate siturile arheologice din județul Cluj înscrise în Repertoriul Arheologic Național (RAN). RAN este administrat de Ministerul Culturii și Patrimoniului Național și cuprinde date științifice, cartografice, topografice, imagini și planuri, precum și orice alte informații privitoare la zonele cu potențial arheologic, studiate sau nu, încă existente sau dispărute.
Datorită numărului mare de situri, această listă a fost împărțită după localitatea în care se află situl. Dacă știți localitatea (satul sau orașul) în care se află situl, alegeți localitatea din lista din această pagină. Dacă nu știți localitatea, puteți căuta un sit din județ folosind formularul de mai jos.
| A ↑ A B C D E F G H I Î J K L M N O P Q R S Ș T Ț U V W X Y Z ↓ | A ↑ A B C D E F G H I Î J K L M N O P Q R S Ș T Ț U V W X Y Z ↓ | A ↑ A B C D E F G H I Î J K L M N O P Q R S Ș T Ț U V W X Y Z ↓ | A ↑ A B C D E F G H I Î J K L M N O P Q R S Ș T Ț U V W X Y Z ↓ | A ↑ A B C D E F G H I Î J K L M N O P Q R S Ș T Ț U V W X Y Z ↓ | A ↑ A B C D E F G H I Î J K L M N O P Q R S Ș T Ț U V W X Y Z ↓ | A ↑ A B C D E F G H I Î J K L M N O P Q R S Ș T Ț U V W X Y Z ↓ | A ↑ A B C D E F G H I Î J K L M N O P Q R S Ș T Ț U V W X Y Z ↓ | A ↑ A B C D E F G H I Î J K L M N O P Q R S Ș T Ț U V W X Y Z ↓ | A ↑ A B C D E F G H I Î J K L M N O P Q R S Ș T Ț U V W X Y Z ↓ |
| --------------------------------------------------------------- | --------------------------------------------------------------- | --------------------------------------------------------------- | --------------------------------------------------------------- | --------------------------------------------------------------- | --------------------------------------------------------------- | --------------------------------------------------------------- | --------------------------------------------------------------- | --------------------------------------------------------------- | --------------------------------------------------------------- |
| Aghireșu                                                        | Aiton                                                           | Antăș                                                           | Apahida                                                         | Aruncuta                                                        |                                                                 |                                                                 |                                                                 |                                                                 |                                                                 |
| Așchileu Mare                                                   | Așchileu Mic                                                    |                                                                 |                                                                 |                                                                 |                                                                 |                                                                 |                                                                 |                                                                 |                                                                 |
| B ↑ A B C D E F G H I Î J K L M N O P Q R S Ș T Ț U V W X Y Z ↓ |                                                                 |                                                                 |                                                                 |                                                                 |                                                                 |                                                                 |                                                                 |                                                                 |                                                                 |
| Baciu                                                           | Batin                                                           | Băbdiu                                                          | Băbuțiu                                                         | Bădeni                                                          |                                                                 |                                                                 |                                                                 |                                                                 |                                                                 |
| Bădești                                                         | Băgara                                                          | Băișoara                                                        | Băița                                                           | Bârlea                                                          |                                                                 |                                                                 |                                                                 |                                                                 |                                                                 |
| Bedeciu                                                         | Beliș                                                           | Berindu                                                         | Bicălatu                                                        | Bobâlna                                                         |                                                                 |                                                                 |                                                                 |                                                                 |                                                                 |
| Bogata de Sus                                                   | Boian                                                           | Boju                                                            | Bolduț                                                          | Bologa                                                          |                                                                 |                                                                 |                                                                 |                                                                 |                                                                 |
| Bonț                                                            | Bonțida                                                         | Borșa                                                           | Bunești                                                         | Buza                                                            |                                                                 |                                                                 |                                                                 |                                                                 |                                                                 |
| C ↑ A B C D E F G H I Î J K L M N O P Q R S Ș T Ț U V W X Y Z ↓ |                                                                 |                                                                 |                                                                 |                                                                 |                                                                 |                                                                 |                                                                 |                                                                 |                                                                 |
| Căianu                                                          | Călata                                                          | Călărași                                                        | Cămărașu                                                        | Căprioara                                                       |                                                                 |                                                                 |                                                                 |                                                                 |                                                                 |
| Căpușu Mare                                                     | Cășeiu                                                          | Câmpenești                                                      | Câmpia Turzii                                                   | Câțcău                                                          |                                                                 |                                                                 |                                                                 |                                                                 |                                                                 |
| Ceanu Mic                                                       | Cheia                                                           | Chinteni                                                        | Chiuiești                                                       | Ciubanca                                                        |                                                                 |                                                                 |                                                                 |                                                                 |                                                                 |
| Ciubăncuța                                                      | Ciuleni                                                         | Ciumăfaia                                                       | Ciurila                                                         | Cluj-Napoca                                                     |                                                                 |                                                                 |                                                                 |                                                                 |                                                                 |
| Codor                                                           | Cojocna                                                         | Comșești                                                        | Copăceni                                                        | Coplean                                                         |                                                                 |                                                                 |                                                                 |                                                                 |                                                                 |
| Cornești                                                        | Corpadea                                                        | Crișeni                                                         | Cubleșu Someșan                                                 | Cuzdrioara                                                      |                                                                 |                                                                 |                                                                 |                                                                 |                                                                 |
| D ↑ A B C D E F G H I Î J K L M N O P Q R S Ș T Ț U V W X Y Z ↓ |                                                                 |                                                                 |                                                                 |                                                                 |                                                                 |                                                                 |                                                                 |                                                                 |                                                                 |
| Dăbâca                                                          | Dârja                                                           | Dej                                                             | Deușu                                                           | Dezmir                                                          |                                                                 |                                                                 |                                                                 |                                                                 |                                                                 |
| Diviciorii Mari                                                 | Domoșu                                                          | Dorolțu                                                         | Dumbrava                                                        |                                                                 |                                                                 |                                                                 |                                                                 |                                                                 |                                                                 |
| E ↑ A B C D E F G H I Î J K L M N O P Q R S Ș T Ț U V W X Y Z ↓ |                                                                 |                                                                 |                                                                 |                                                                 |                                                                 |                                                                 |                                                                 |                                                                 |                                                                 |
| Escu                                                            |                                                                 |                                                                 |                                                                 |                                                                 |                                                                 |                                                                 |                                                                 |                                                                 |                                                                 |
| F ↑ A B C D E F G H I Î J K L M N O P Q R S Ș T Ț U V W X Y Z ↓ |                                                                 |                                                                 |                                                                 |                                                                 |                                                                 |                                                                 |                                                                 |                                                                 |                                                                 |
| Feiurdeni                                                       | Feldioara                                                       | Feleacu                                                         | Fizeșu Gherlii                                                  | Florești                                                        |                                                                 |                                                                 |                                                                 |                                                                 |                                                                 |
| Frata                                                           | Fundătura                                                       |                                                                 |                                                                 |                                                                 |                                                                 |                                                                 |                                                                 |                                                                 |                                                                 |
| G ↑ A B C D E F G H I Î J K L M N O P Q R S Ș T Ț U V W X Y Z ↓ |                                                                 |                                                                 |                                                                 |                                                                 |                                                                 |                                                                 |                                                                 |                                                                 |                                                                 |
| Gădălin                                                         | Gârbău                                                          | Gheorghieni                                                     | Gherla                                                          | Ghirolt                                                         |                                                                 |                                                                 |                                                                 |                                                                 |                                                                 |
| Gilău                                                           | Gligorești                                                      |                                                                 |                                                                 |                                                                 |                                                                 |                                                                 |                                                                 |                                                                 |                                                                 |
| H ↑ A B C D E F G H I Î J K L M N O P Q R S Ș T Ț U V W X Y Z ↓ |                                                                 |                                                                 |                                                                 |                                                                 |                                                                 |                                                                 |                                                                 |                                                                 |                                                                 |
| Hășdate                                                         | Hodișu                                                          | Huedin                                                          |                                                                 |                                                                 |                                                                 |                                                                 |                                                                 |                                                                 |                                                                 |
| I ↑ A B C D E F G H I Î J K L M N O P Q R S Ș T Ț U V W X Y Z ↓ |                                                                 |                                                                 |                                                                 |                                                                 |                                                                 |                                                                 |                                                                 |                                                                 |                                                                 |
| Iacobeni                                                        | Iara                                                            | Iclod                                                           | Iclozel                                                         | Igriția                                                         |                                                                 |                                                                 |                                                                 |                                                                 |                                                                 |
| Inucu                                                           | Izvoru Crișului                                                 |                                                                 |                                                                 |                                                                 |                                                                 |                                                                 |                                                                 |                                                                 |                                                                 |
| J ↑ A B C D E F G H I Î J K L M N O P Q R S Ș T Ț U V W X Y Z ↓ |                                                                 |                                                                 |                                                                 |                                                                 |                                                                 |                                                                 |                                                                 |                                                                 |                                                                 |
| Jucu de Mijloc                                                  | Jucu de Sus                                                     |                                                                 |                                                                 |                                                                 |                                                                 |                                                                 |                                                                 |                                                                 |                                                                 |
| L ↑ A B C D E F G H I Î J K L M N O P Q R S Ș T Ț U V W X Y Z ↓ |                                                                 |                                                                 |                                                                 |                                                                 |                                                                 |                                                                 |                                                                 |                                                                 |                                                                 |
| Leghia                                                          | Lita                                                            | Liteni                                                          | Livada                                                          | Luna de Jos                                                     |                                                                 |                                                                 |                                                                 |                                                                 |                                                                 |
| Luna de Sus                                                     | Luncani                                                         |                                                                 |                                                                 |                                                                 |                                                                 |                                                                 |                                                                 |                                                                 |                                                                 |
| M ↑ A B C D E F G H I Î J K L M N O P Q R S Ș T Ț U V W X Y Z ↓ |                                                                 |                                                                 |                                                                 |                                                                 |                                                                 |                                                                 |                                                                 |                                                                 |                                                                 |
| Macău                                                           | Măcicașu                                                        | Mărtinești                                                      | Mânăstirea                                                      | Mânăstireni                                                     |                                                                 |                                                                 |                                                                 |                                                                 |                                                                 |
| Mera                                                            | Micești                                                         | Mihai Viteazu                                                   | Mintiu Gherlii                                                  | Mociu                                                           |                                                                 |                                                                 |                                                                 |                                                                 |                                                                 |
| Moldovenești                                                    | Muncel                                                          | Mureșenii de Câmpie                                             |                                                                 |                                                                 |                                                                 |                                                                 |                                                                 |                                                                 |                                                                 |
| N ↑ A B C D E F G H I Î J K L M N O P Q R S Ș T Ț U V W X Y Z ↓ |                                                                 |                                                                 |                                                                 |                                                                 |                                                                 |                                                                 |                                                                 |                                                                 |                                                                 |
| Nădășelu                                                        | Năsal                                                           | Nearșova                                                        | Negreni                                                         | Nima                                                            |                                                                 |                                                                 |                                                                 |                                                                 |                                                                 |
| Nireș                                                           |                                                                 |                                                                 |                                                                 |                                                                 |                                                                 |                                                                 |                                                                 |                                                                 |                                                                 |
| O ↑ A B C D E F G H I Î J K L M N O P Q R S Ș T Ț U V W X Y Z ↓ |                                                                 |                                                                 |                                                                 |                                                                 |                                                                 |                                                                 |                                                                 |                                                                 |                                                                 |
| Ocna Dejului                                                    |                                                                 |                                                                 |                                                                 |                                                                 |                                                                 |                                                                 |                                                                 |                                                                 |                                                                 |
| P ↑ A B C D E F G H I Î J K L M N O P Q R S Ș T Ț U V W X Y Z ↓ |                                                                 |                                                                 |                                                                 |                                                                 |                                                                 |                                                                 |                                                                 |                                                                 |                                                                 |
| Pata                                                            | Pădureni                                                        | Pădurenii                                                       | Pălatca                                                         | Petreștii de Jos                                                |                                                                 |                                                                 |                                                                 |                                                                 |                                                                 |
| Petreștii de Mijloc                                             | Petreștii de Sus                                                | Pietroasa                                                       | Pintic                                                          | Plăiești                                                        |                                                                 |                                                                 |                                                                 |                                                                 |                                                                 |
| Podeni                                                          | Poieni                                                          | Pruni                                                           | Pruniș                                                          | Puini                                                           |                                                                 |                                                                 |                                                                 |                                                                 |                                                                 |
| R ↑ A B C D E F G H I Î J K L M N O P Q R S Ș T Ț U V W X Y Z ↓ |                                                                 |                                                                 |                                                                 |                                                                 |                                                                 |                                                                 |                                                                 |                                                                 |                                                                 |
| Rădaia                                                          | Răscruci                                                        | Recea-Cristur                                                   | Rediu                                                           | Roșieni                                                         |                                                                 |                                                                 |                                                                 |                                                                 |                                                                 |
| Rugășești                                                       |                                                                 |                                                                 |                                                                 |                                                                 |                                                                 |                                                                 |                                                                 |                                                                 |                                                                 |
| S ↑ A B C D E F G H I Î J K L M N O P Q R S Ș T Ț U V W X Y Z ↓ |                                                                 |                                                                 |                                                                 |                                                                 |                                                                 |                                                                 |                                                                 |                                                                 |                                                                 |
| Sava                                                            | Săcălaia                                                        | Săcel                                                           | Sălicea                                                         | Sălișca                                                         |                                                                 |                                                                 |                                                                 |                                                                 |                                                                 |
| Săliște                                                         | Săliștea Veche                                                  | Săndulești                                                      | Săvădisla                                                       | Sâncraiu                                                        |                                                                 |                                                                 |                                                                 |                                                                 |                                                                 |
| Sânnicoară                                                      | Sântejude                                                       | Sic                                                             | Someșu Rece                                                     | Soporu de Câmpie                                                |                                                                 |                                                                 |                                                                 |                                                                 |                                                                 |
| Stejeriș                                                        | Stoiana                                                         | Stolna                                                          | Strâmbu                                                         | Suatu                                                           |                                                                 |                                                                 |                                                                 |                                                                 |                                                                 |
| Suceagu                                                         | Sucutard                                                        |                                                                 |                                                                 |                                                                 |                                                                 |                                                                 |                                                                 |                                                                 |                                                                 |
| Ș ↑ A B C D E F G H I Î J K L M N O P Q R S Ș T Ț U V W X Y Z ↓ |                                                                 |                                                                 |                                                                 |                                                                 |                                                                 |                                                                 |                                                                 |                                                                 |                                                                 |
| Șardu                                                           | Șigău                                                           | Șoimeni                                                         |                                                                 |                                                                 |                                                                 |                                                                 |                                                                 |                                                                 |                                                                 |
| T ↑ A B C D E F G H I Î J K L M N O P Q R S Ș T Ț U V W X Y Z ↓ |                                                                 |                                                                 |                                                                 |                                                                 |                                                                 |                                                                 |                                                                 |                                                                 |                                                                 |
| Tăușeni                                                         | Ticu-Colonie                                                    | Tiocu de Jos                                                    | Tiocu de Sus                                                    | Tioltiur                                                        |                                                                 |                                                                 |                                                                 |                                                                 |                                                                 |
| Tritenii de Jos                                                 | Turda                                                           | Tureni                                                          |                                                                 |                                                                 |                                                                 |                                                                 |                                                                 |                                                                 |                                                                 |
| Ț ↑ A B C D E F G H I Î J K L M N O P Q R S Ș T Ț U V W X Y Z ↓ |                                                                 |                                                                 |                                                                 |                                                                 |                                                                 |                                                                 |                                                                 |                                                                 |                                                                 |
| Țaga                                                            |                                                                 |                                                                 |                                                                 |                                                                 |                                                                 |                                                                 |                                                                 |                                                                 |                                                                 |
| U ↑ A B C D E F G H I Î J K L M N O P Q R S Ș T Ț U V W X Y Z ↓ |                                                                 |                                                                 |                                                                 |                                                                 |                                                                 |                                                                 |                                                                 |                                                                 |                                                                 |
| Unguraș                                                         | Urișor                                                          |                                                                 |                                                                 |                                                                 |                                                                 |                                                                 |                                                                 |                                                                 |                                                                 |
| V ↑ A B C D E F G H I Î J K L M N O P Q R S Ș T Ț U V W X Y Z ↓ |                                                                 |                                                                 |                                                                 |                                                                 |                                                                 |                                                                 |                                                                 |                                                                 |                                                                 |
| Vad                                                             | Valea Florilor                                                  | Văleni                                                          | Vălișoara                                                       | Vâlcele                                                         |                                                                 |                                                                 |                                                                 |                                                                 |                                                                 |
| Vânători                                                        | Vechea                                                          | Viișoara                                                        | Viștea                                                          | Vlaha                                                           |                                                                 |                                                                 |                                                                 |                                                                 |                                                                 |
| Vultureni                                                       |                                                                 |                                                                 |                                                                 |                                                                 |                                                                 |                                                                 |                                                                 |                                                                 |                                                                 |